# Recanati
Recanati là một đô thị thuộc tỉnh Macerata trong vùng Marche nước Ý. Đô thị này có diện tích 102 km², dân số thời điểm 31 tháng 12 năm 2004 là 20.817 người.
Đô thị này có làng trực thuộc: Bagnolo, Castelnuovo, Chiarino, Le Grazie, Montefiore, Santa Lucia.
Đô thị này giáp các đô thị sau: Castelfidardo (AN), Loreto (AN), Macerata, Montecassiano, Montefano, Montelupone, Osimo (AN), Porto Recanati, Potenza Picena.